# Alejandro Ramírez (Sänger)
Alejandro Ramírez (* 2. September 1946 in Bogotá) ist ein kolumbianischer Konzert- und Opernsänger (Tenor).

## Leben
Ramírez studierte an der Universität von Bogotá Medizin und gleichzeitig am Konservatorium Musik und Gesang. Er promovierte zum Dr. med. und setzte sein Gesangsstudium an der Hochschule für Musik Freiburg fort. Anschließend perfektionierte er seine musikalische Ausbildung und besuchte Meisterklassen bei Annelies Kupper an der Hochschule für Musik in München und Günther Reich in Stuttgart.
Er ist Ensemblemitglied des Nationaltheaters Mannheim und der Oper Frankfurt und absolviert regelmäßig Gastspiele an allen bedeutenden Opernhäusern in Europa, wie der Wiener Staatsoper, der Bayerischen Staatsoper München, der Deutschen Oper und der Staatsoper Berlin, der Hamburgischen Staatsoper und den Opernhäusern in Bonn, Köln, Düsseldorf und Zürich.
Sein Debüt im Royal Opera House in Covent Garden feierte er 1984 in der Rolle des Nemorino in L’elisir d’amore von Gaetano Donizetti. Ein Jahr später debütierte er als Alfredo in Verdis La traviata an der Wiener Staatsoper, als Don Ottavio in Mozarts Don Giovanni und 1986 bei den Salzburger Festspielen als Telemaco in Il ritorno d’Ulisse in patria von Claudio Monteverdi.
Ramírez nahm 1988 an einem Gastspiel der Bayerischen Staatsoper an der Mailänder Scala teil, wo er die Rollen des Leukippos in Daphne und des Henry Morosus in Die schweigsame Frau von Richard Strauss unter Wolfgang Sawallisch verkörperte. Im gleichen Jahr absolvierte er Konzert-Auftritte in London, wo er in der Royal Albert Hall und im Barbican Centre unter Colin Davis und begleitet vom London Symphony Orchestra sang.
Konzertauftritte und Aufnahmen für Rundfunk, Fernsehen und Plattenfirmen haben Alejandro Ramírez nach Kolumbien, die Schweiz, Italien, Frankreich, Großbritannien und Spanien geführt. Dabei arbeitete er mit bedeutenden Dirigenten, wie etwa Daniel Barenboim, Jeffrey Tate, Nikolaus Harnoncourt und Riccardo Muti zusammen.
Im Jahre 1990 wurde er Professor an der Hochschule für Musik und Darstellende Kunst Mannheim.

## Repertoire (Auswahl)
- Ernesto in „Don Pasquale“ von Gaetano Donizetti
- Fenton in „Falstaff“ von Giuseppe Verdi
- Adolar in „Euryanthe“ von Carl Maria von Weber
- Tito Vespasiano in „La Clemenza di Tito“ von Wolfgang Amadeus Mozart
- Rodolfo in „La Bohème“ von Giacomo Puccini
- Herzog von Mantua in „Rigoletto“ von Giuseppe Verdi
- Turiddu in „Cavalleria Rusticana“ von Pietro Mascagni
- Don Carlos in „Don Carlos“ von Giuseppe Verdi

## Diskografie (Auswahl)
- Evangelist in Johannes-Passion, BWV 245 von Johann Sebastian Bach unter Karl-Friedrich Beringer
- Weihnachtsoratorium, BWV 248 von Johann Sebastian Bach unter Karl-Friedrich Beringer
- Matthäus-Passion, BWV 244 von Johann Sebastian Bach unter Colin Davis
- h-Moll-Messe, BWV 232 von Johann Sebastian Bach unter Colin Davis
- Basilio in Le nozze di Figaro von Wolfgang Amadeus Mozart unter Riccardo Muti